# Chien toy

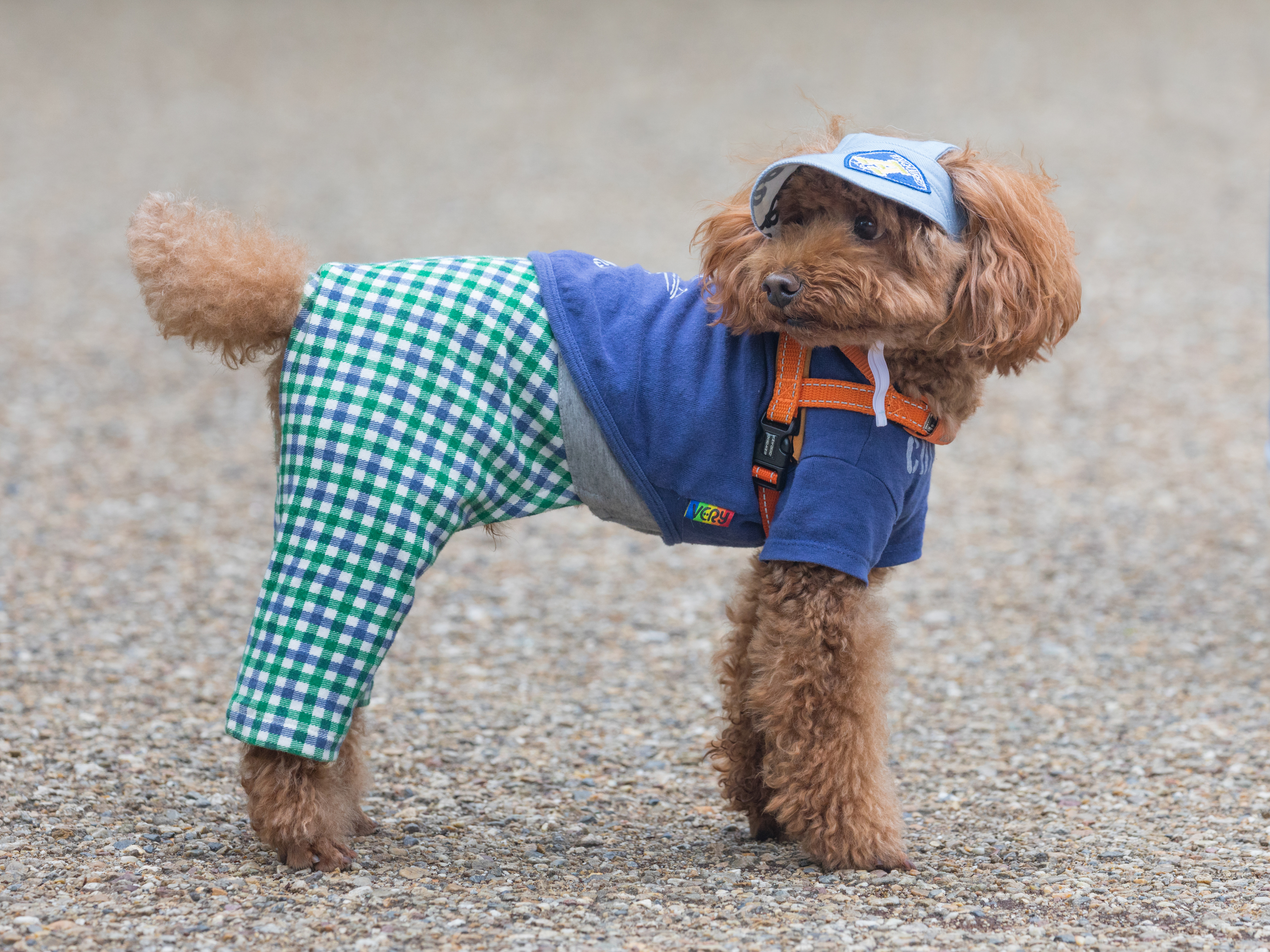
Chien toy habillé, Tokyo, Japon

Chien toy est un terme désignant communément un chien de petite taille, ou bien un regroupement de différentes races de chien à la taille très réduite. Un tel chien peut appartenir a une multitude de types de chiens, dont notamment les chiens de compagnie. Ce groupe contient entre autres certains terriers, les chihuahuas et plusieurs des spaniels.